# Educazione museale

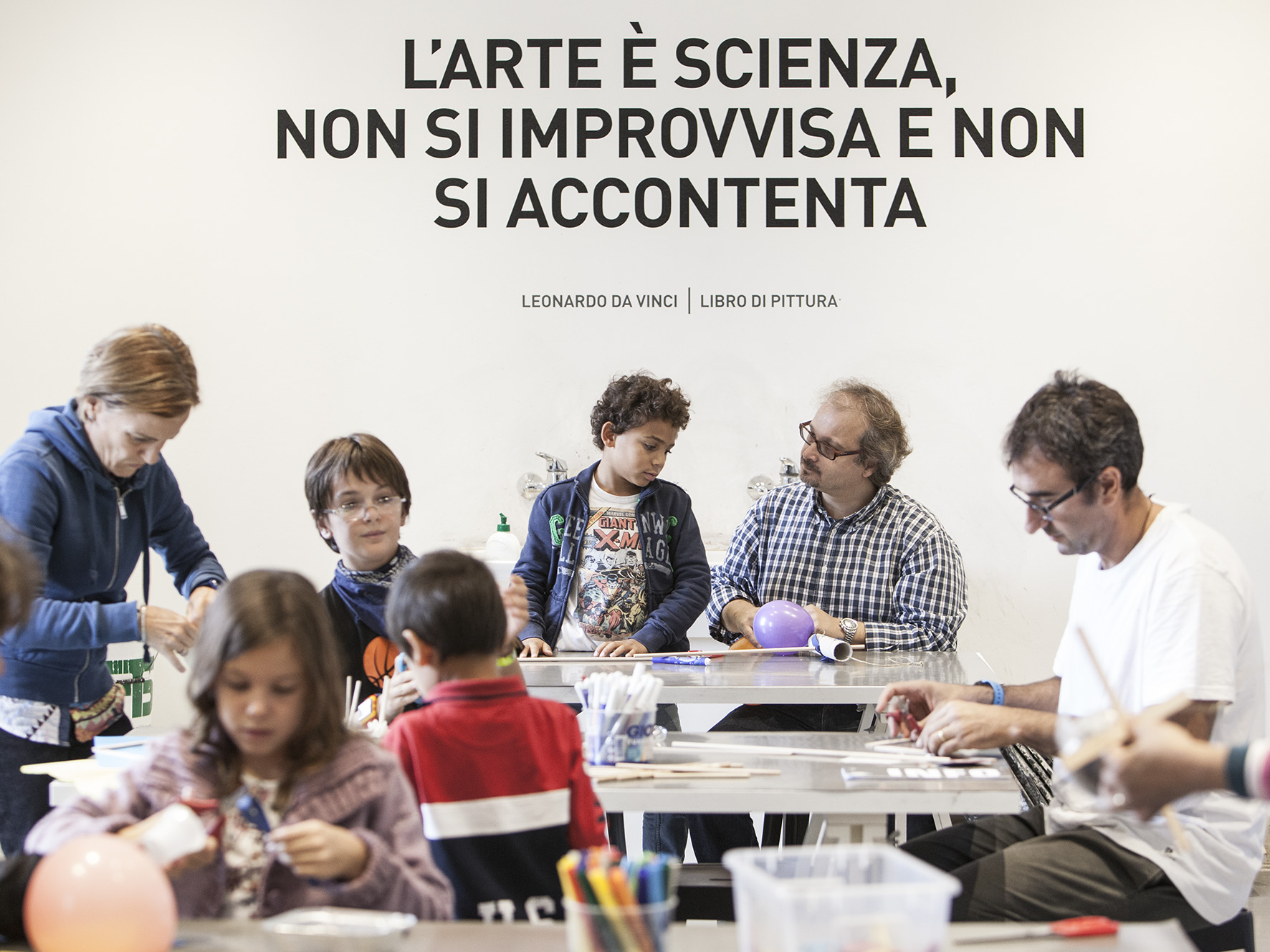
Un laboratorio didattico al Museo nazionale della scienza e della tecnologia Leonardo da Vinci di Milano

L'educazione museale o didattica museale è un campo specialistico della pedagogia, dedicato al ruolo educativo dei musei e degli spazi dell'educazione non formale.

## Definizioni

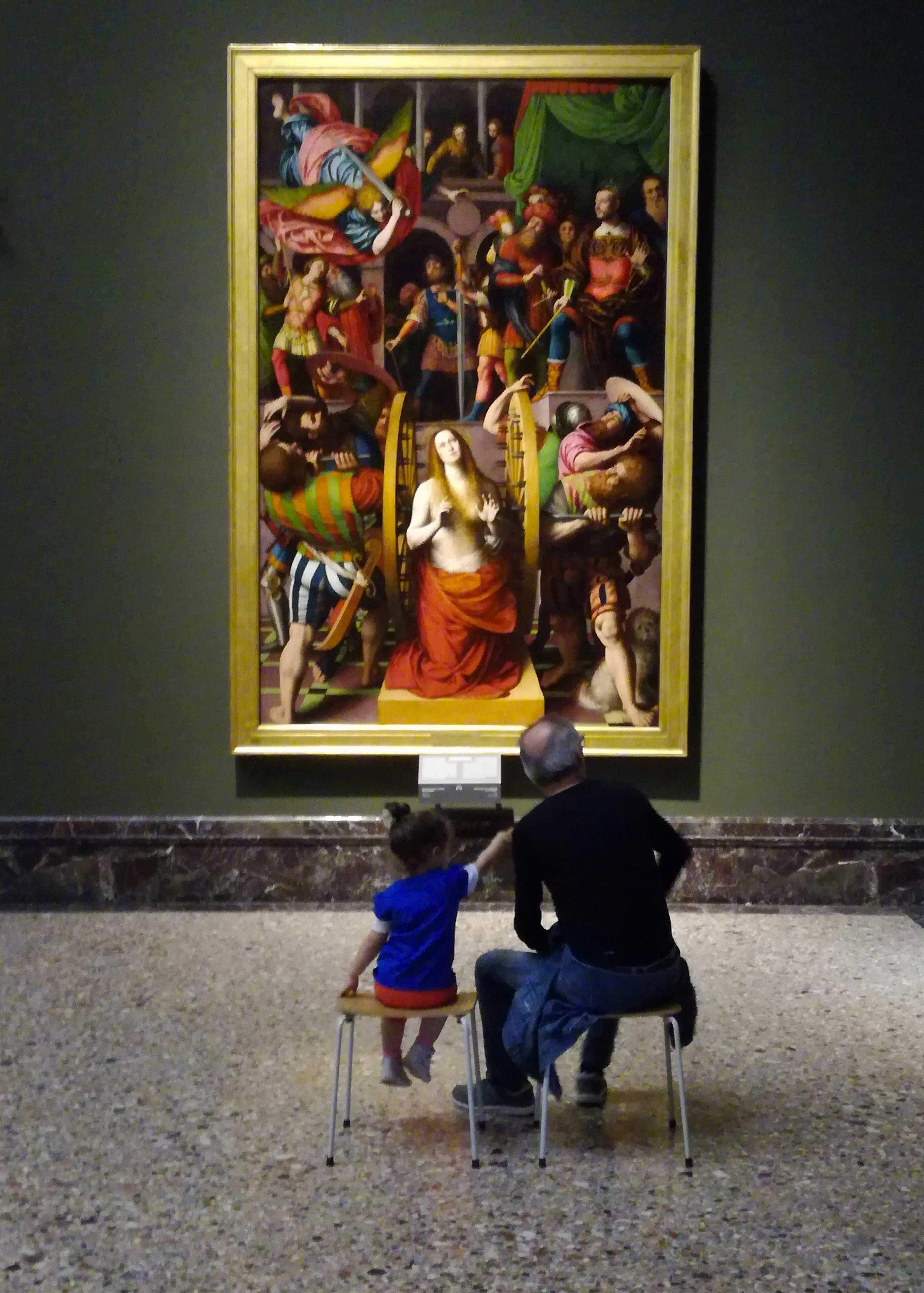
Una bambina spiega il dipinto di Gaudenzio Ferrari Il martirio di santa Caterina alla Pinacoteca di Brera a Milano

Dagli anni cinquanta in poi in Italia l'espressione “didattica museale” è stata quella più utilizzata, ma da alcuni anni si dibatte sulla sua denominazione, infatti quella proposta da ICOM per la lingua inglese è Museum education, per quella francese è Médiation culturelle - education muséale, per quella spagnola Educación museal - mediación cultural. Si discute sulla terminologia in quanto la definizione Museum Education di origine anglosassone comprende apprendimento formale e non formale e abbraccia anche la vita adulta, mentre le lingue latine con 'Educazione' intendono soprattutto quella formale che si apprende a scuola, ma anche quella impartita dai genitori ai figli piccoli. In Italia, inoltre, la definizione "mediazione culturale" è utilizzata con un'accezione diversa, sono proposte invece le definizioni "mediazione museale" o "mediazione culturale museale". Vi è un dibattito anche sulla definizione del campo di interesse, se cioè conservare “museo” o allargare ai “patrimoni culturali”.

## Storia
Nel corso degli anni cinquanta, organismi sovranazionali come UNESCO e ICOM  cominciano ad affrontare i temi legati alla missione dei musei, identificata con quella di “preservare, conservare e condividere il patrimonio culturale.” Nasce così la commissione ICOM CECA (Commissione Internazionale per l'Educazione e l'azione Culturale) che ha un ruolo specifico nell'elaborazione di strumenti, linee guida e best practice per l'educazione museale.

### Educazione museale nel museo partecipativo

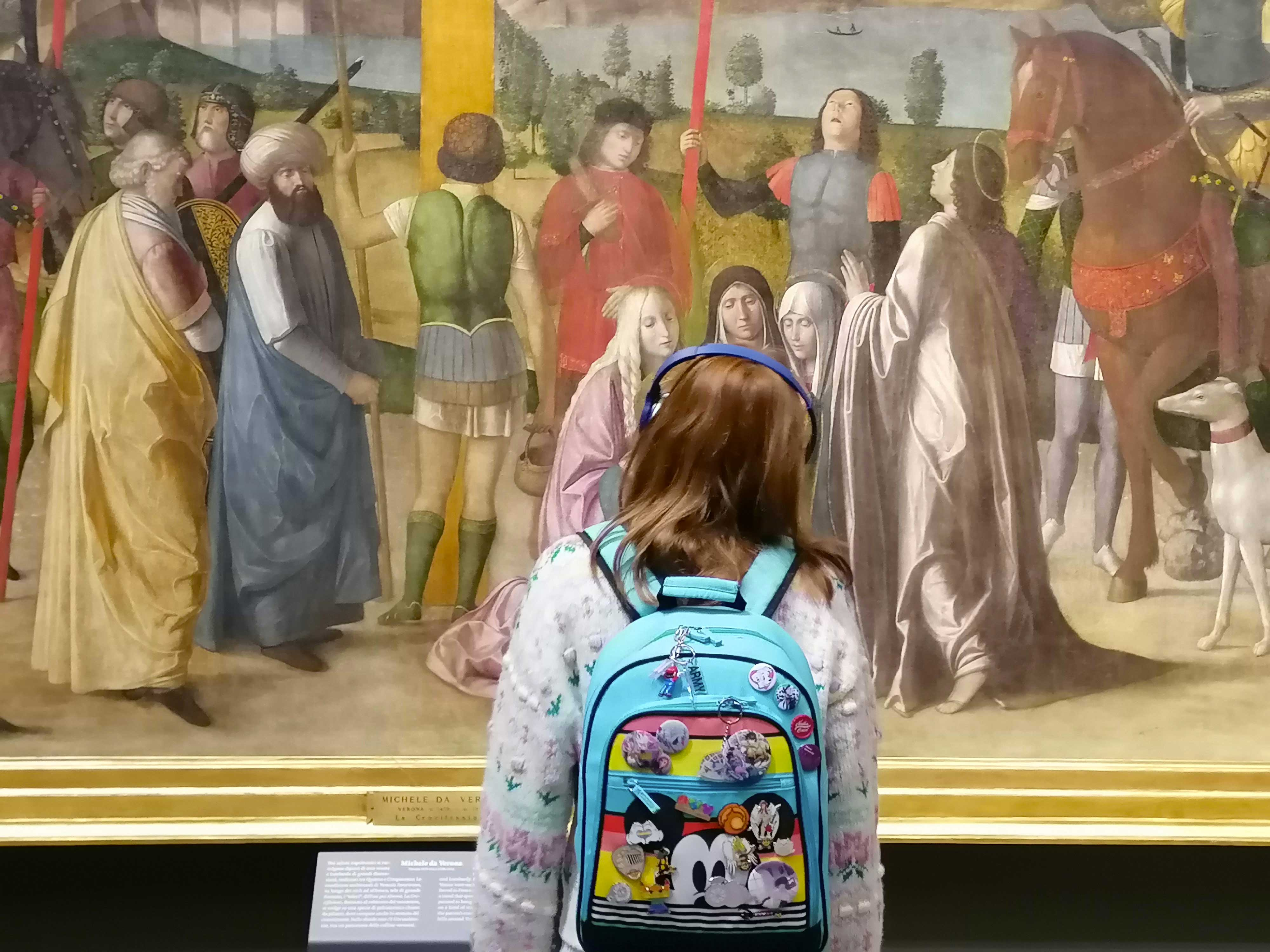
Una visitatrice ascolta musica mentre osserva la Crocifissione dipinta da Michele da Verona, conservata alla Pinacoteca di Brera a Milano

Il libro The participatory Museum è stato pubblicato nel 2010 e ha avuto grande impatto nel campo dell'educazione museale internazionale. È stato pensato e raccolto durante l'esperienza legata al blog Museum 2.0 di Nina Simon, professionista museale statunitense.  Parla di come l'intero approccio degli spazi museali si arricchisce attraverso la partecipazione attiva dei visitatori, partendo da alcuni presupposti:
The idea that visitors construct their own meaning from cultural experiences (with thanks to George Hein, John Falk, and Lynn Dierking).
The idea that users' voices can inform and invigorate both project design and public-facing programs (with thanks to Kathy McLean, Wendy Pollock, and the design firm IDEO)..»
2. L'idea che i visitatori costruiscano un loro personale significato dalle esperienze culturali [...]
3. L'idea che la voce dell'utilizzatore possa ispirare e rinvigorire sia il design del progetto che i programmi rivolti al pubblico [...]»
(Nina Simon, The Participatory Museum)

### Storia dell'educazione museale in Italia
Già dall'immediato dopoguerra, in Italia si osservano momenti di grande attenzione al pubblico museale e al modo migliore di coinvolgere i cittadini, per esempio da parte di Fernanda Wittgens, direttrice della Pinacoteca di Brera di Milano e Palma Bucarelli, direttrice della Galleria nazionale d'arte moderna e contemporanea di Roma. Le sperimentazioni riguardano corsi fatti dai musei ma in centri esterni ad essi, visite gratuite, studi sulle modalità di apprendimento dei bambini, attenzione alla produzione del materiale didascalico.
Nel 1955 durante il Convegno di Perugia la didattica museale viene inquadrata per la prima volta nell'ambito della "Museologia".
Un primo importante momento di riconoscimento istituzionale dell'educazione museale è il convegno Didattica dei Musei e dei Monumenti nel 1963, a Gardone Riviera dove il CDNIA (Centro Didattico Nazionale per l'Istruzione Artistica) propone di creare specifiche sezioni didattiche, idea che diventa oggetto di una vera e propria raccomandazione istituzionale nel 1970.
Negli anni settanta alcuni luoghi fondamentali nel campo dell'educazione museale sono la Pinacoteca di Brera a Milano con i laboratori di Bruno Munari e quelli di Renate Eco, la Galleria Borghese di Roma con la sua direttrice Paola della Pergola, le Gallerie degli Uffizi di Firenze con una delle prime Sezioni Educative e il Museo Poldi Pezzoli di Milano.
Nel 1998 il Ministero per i beni culturali e ambientali istituisce il Centro per i Servizi Educativi del Museo e del Territorio (SED).

## Figure professionali in Italia

### Responsabile dei servizi educativi
Le istituzioni museali italiane che vogliono essere riconosciute nel Sistema museale nazionale devono rispettare molti requisiti e la presenza del responsabile dei servizi educativi è fra quelli essenziali. Questo ruolo prevede una funzione di indirizzo e coordinamento per tutte le attività di mediazione del patrimonio dell'istituto, oltre che di riferimento per tutti i soggetti coinvolti nell'educazione permanente.

### Educatore museale
L'educatore museale "realizza gli interventi educativi programmati dal museo adeguandoli alle caratteristiche e alle esigenze dei diversi destinatari". Questa professione non è ancora stata istituzionalizzata in Italia.